# Butchart Gardens
Butchart Gardens ist ein 22 Hektar großer, privater Blumengarten und befindet sich auf der Saanich Peninsula im Süden von Vancouver Island. Der private Garten liegt etwa 21 Kilometer nördlich von Victoria und 20 Kilometer südlich des Fährhafens Swartz Bay Ferry Terminal.
Der Garten ist über den Highway 1 zu erreichen.

## Geschichte
Der Garten wurde 1904 von Jennie Butchart angelegt. Sie wollte den aufgelassenen Steinbruch verschönern, in dem ihr Ehemann Robert Pim Butchart Kalkstein für Portlandzement hatte abbauen lassen. Von 1907 bis 1912 unterstützte sie der japanische Landschaftsgestalter Isaburo Kishida, der in dieser Zeit auch weitere Parks in der Region anlegte, beim Ausbau des Gartens. 1939 übergab Jennie Butchart die Verantwortung für den Garten an ihren Enkelsohn Ian Ross. Dieser behielt die Verantwortung für die Erhaltung und den Ausbau die nächsten 58 Jahre. Auch heute befindet sich der Park im Familienbesitz und wird von der Familie verwaltet.
Am 12. Oktober 2004 wurden die Butchart Gardens zur National Historic Site of Canada ernannt.

## Anlage
Heute gliedert sich der Park in die fünf Hauptbereiche:
- der Senkgarten,
- der Rosengarten,
- der Japanische Garten,
- der Italienische Garten und
- der Mediterrane Garten.

Die einzelnen Teilgärten sind durch verschlungene Pfade und Rasenstücke miteinander verbunden. Der Park beschäftigt ganzjährig über 50 Gärtner.
Pro Jahr werden etwa eine Million Pflanzen gesetzt, damit die einzelnen Gärten in den Monaten März bis Oktober in voller Blüte stehen. In den restlichen Monaten des Jahres können Besucher Pflanzen mit bunten Beeren und die teilweise beschnittenen Büsche und Bäume bewundern.

## Galerie

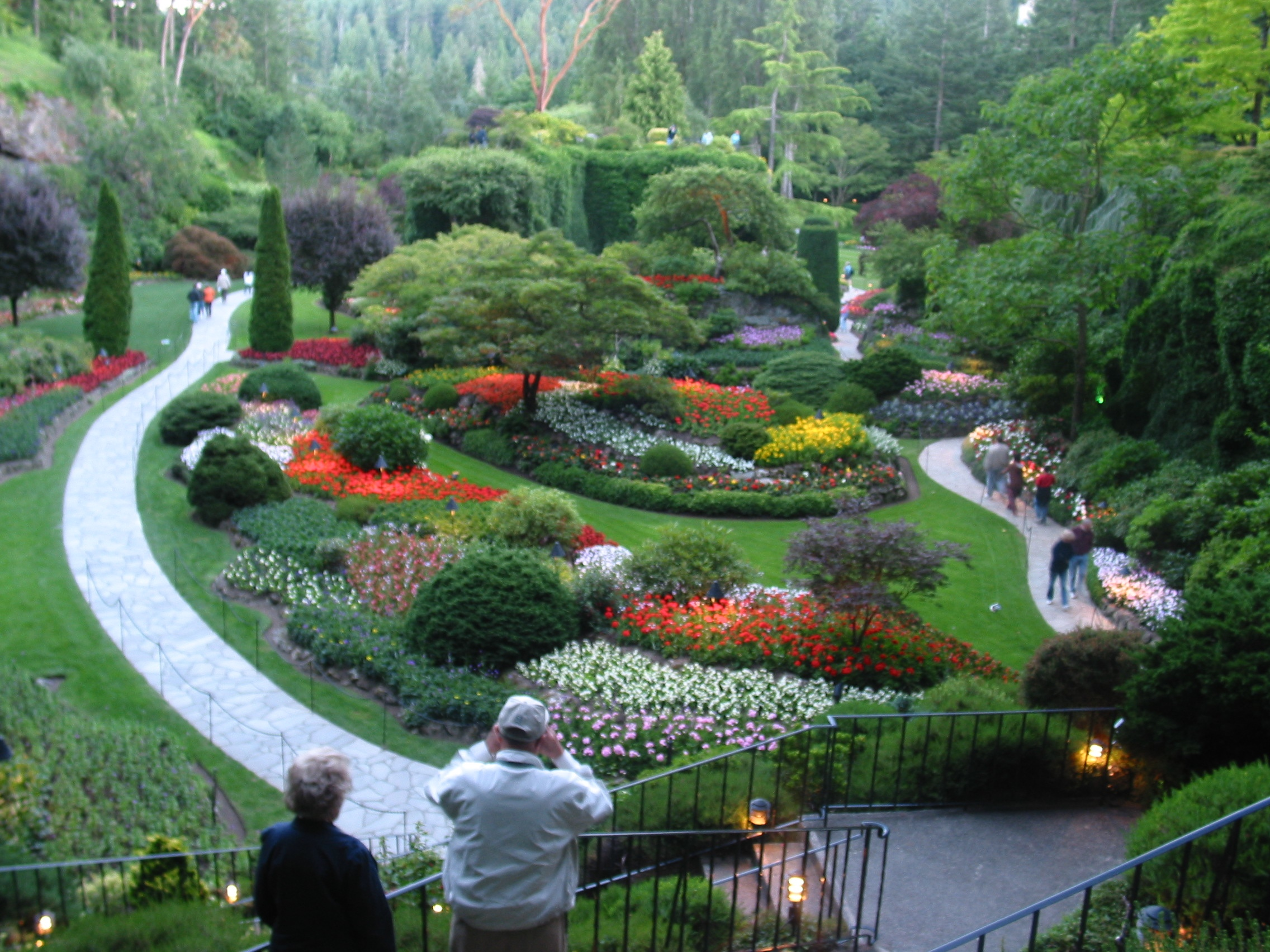
Im Senkgarten
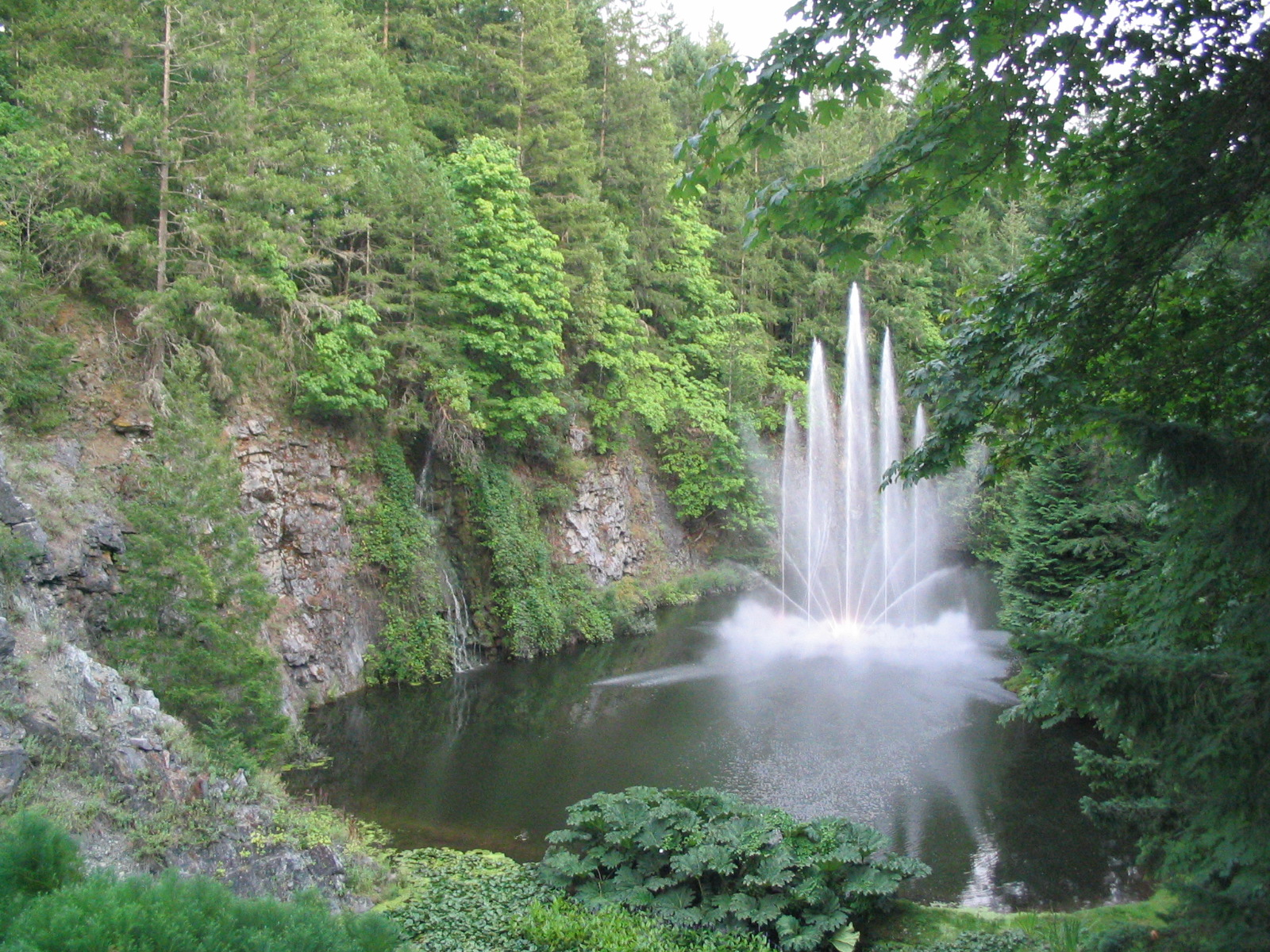
Die Ross Fountain
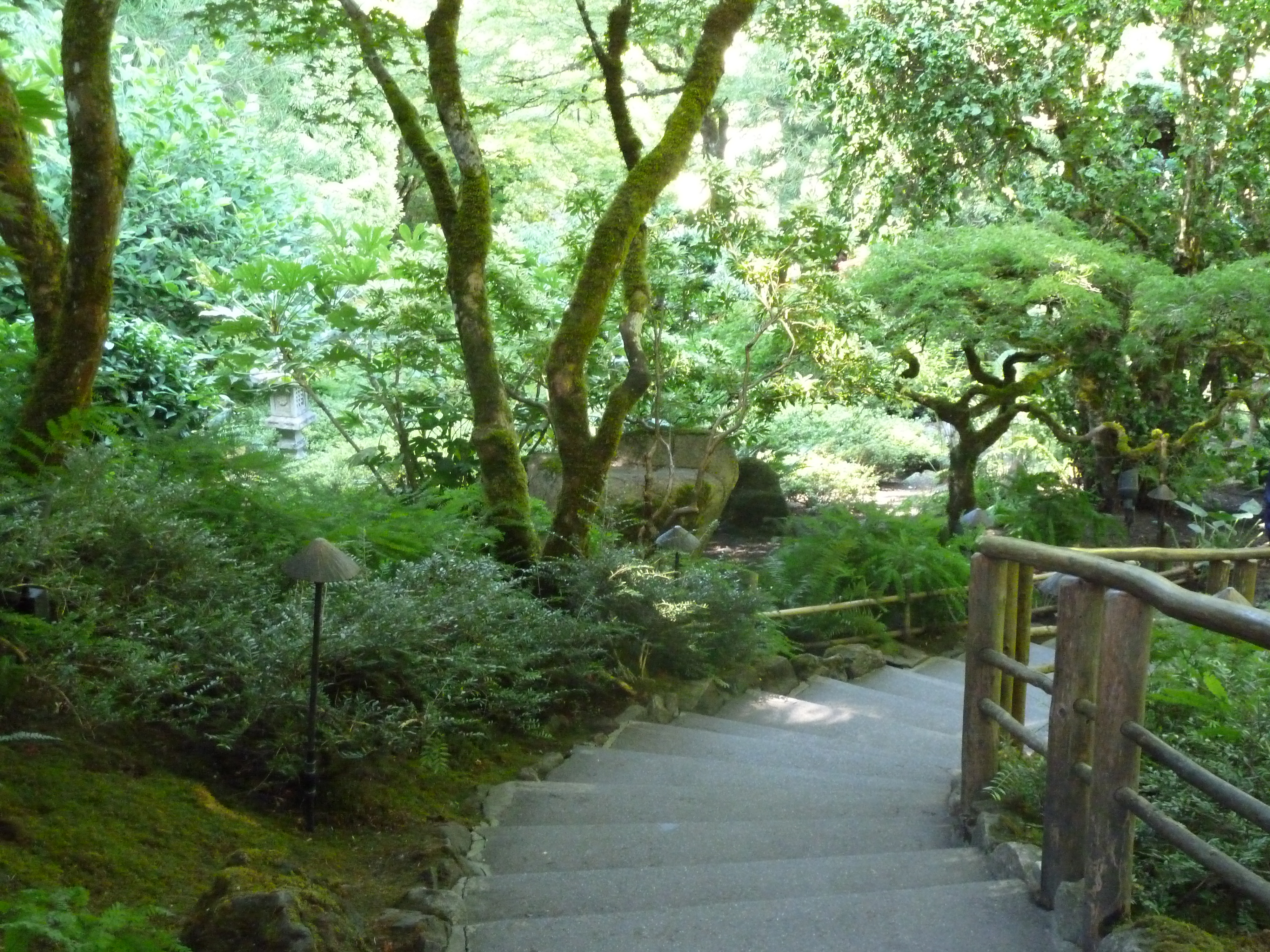
Im japanischen Garten
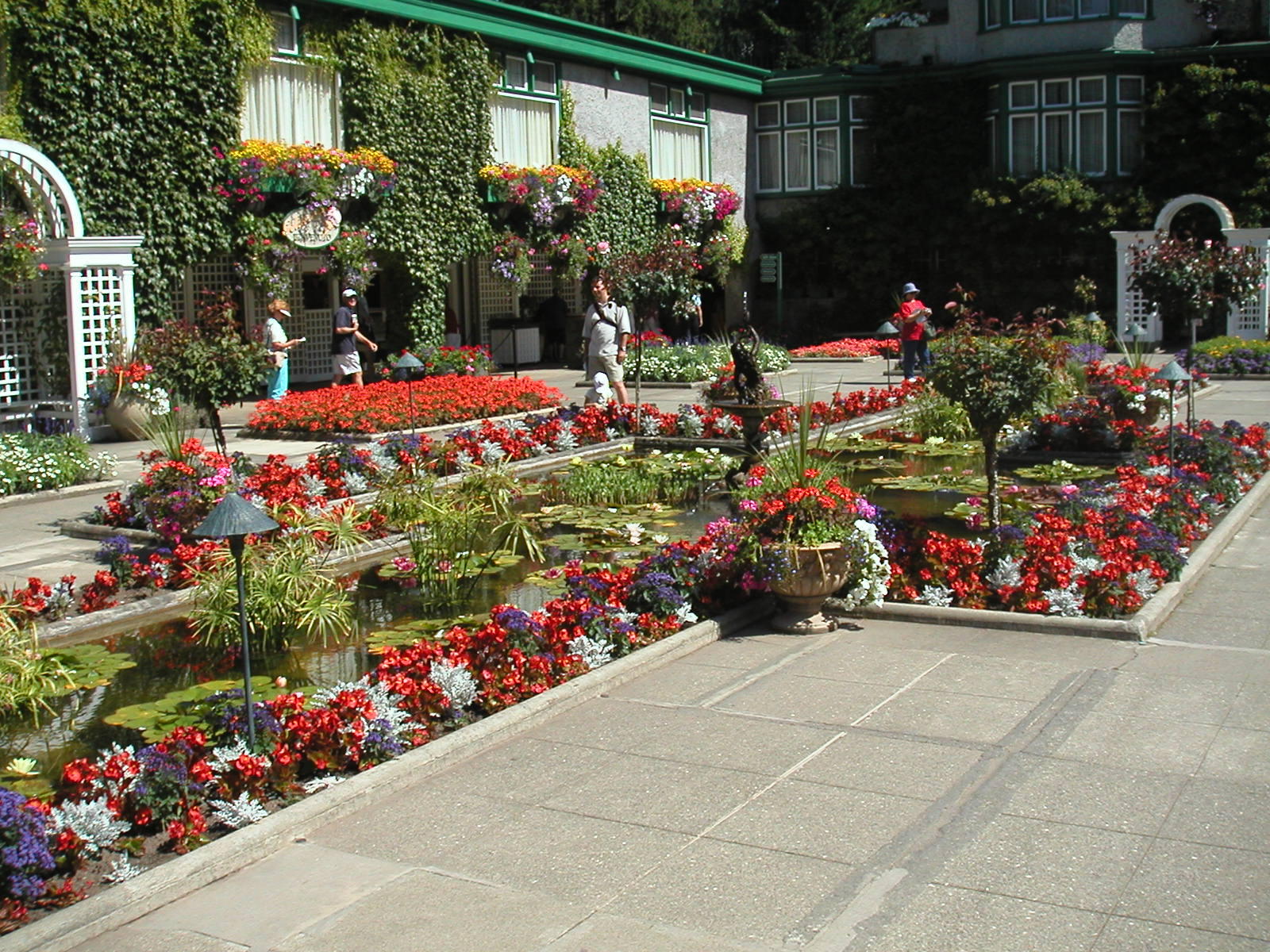
Der Italienische Garten
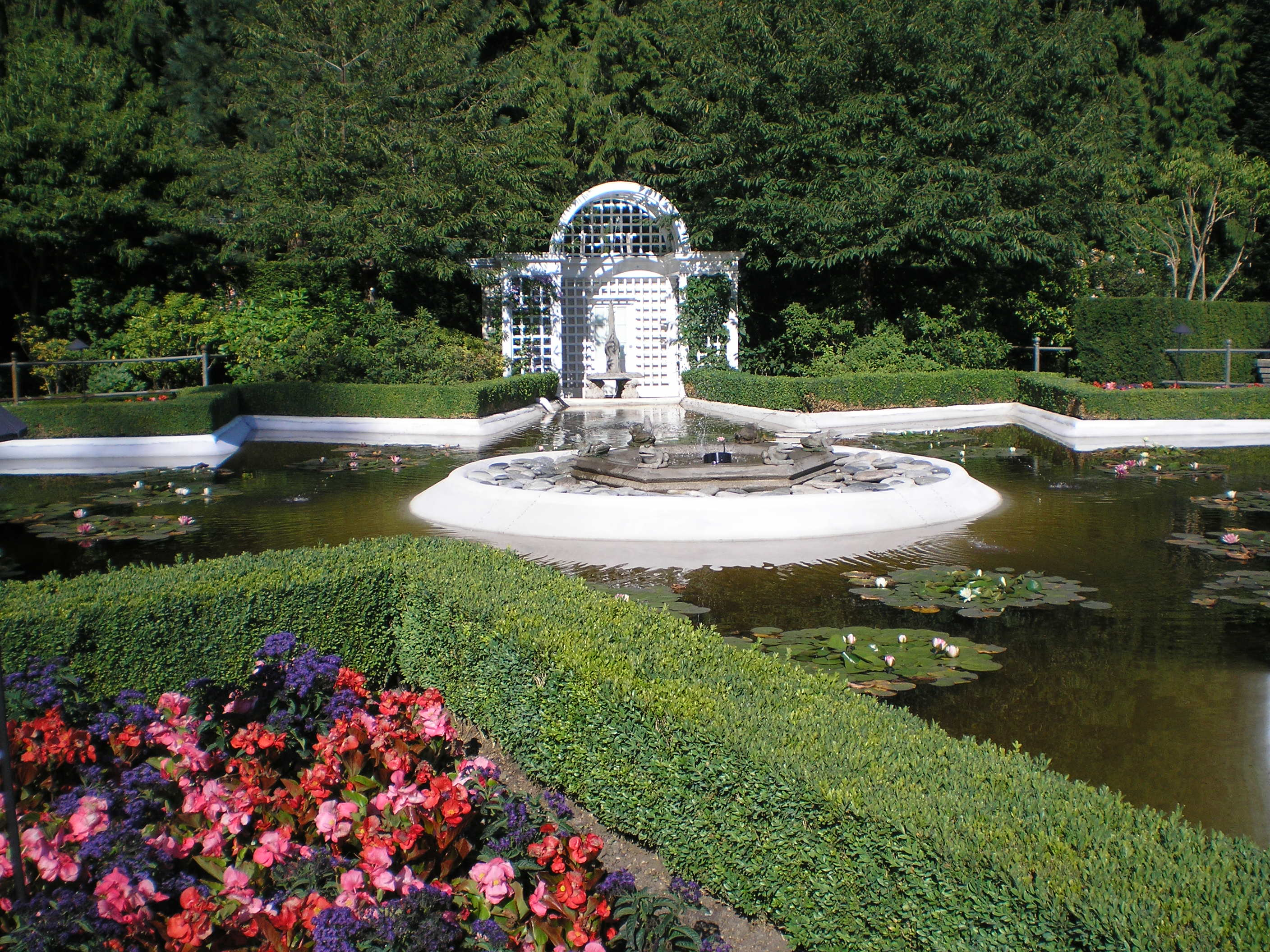
Im mediterranen Garten